# Hilaard
Cet article possède un paronyme, voir Hilard.
Hilaard (en néerlandais : Hijlaard) est un village de la commune néerlandaise de Leeuwarden, dans la province de Frise.

## Géographie
Le village est situé à 6 km au sud-ouest de Leeuwarden, près de Boksum.

## Histoire
Hilaard fait partie de la commune de Baarderadeel avant 1984, puis de Littenseradiel avant le 1er janvier 2018, où celle-ci est supprimée. Depuis cette date, Hilaard appartient à Leeuwarden.

## Démographie
Le 1er janvier 2018, le village comptait 295 habitants.